# كلية (جامعة)

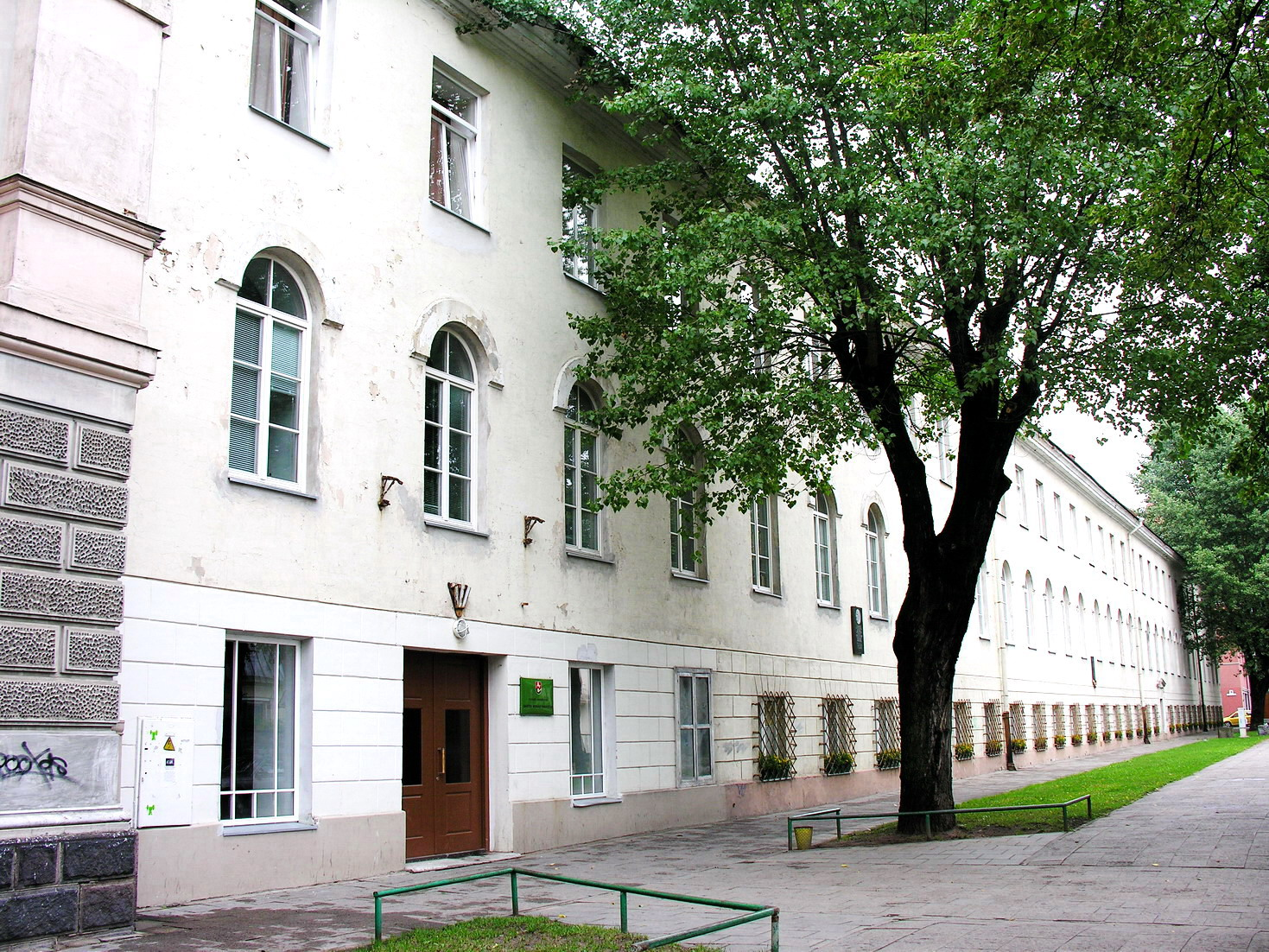

كلية جامعة بالإضافة إلى أعضاء هيئة التدريس هو تقسيم داخل الجامعة التي تضم منطقة واحدة، وتحوي عدد من المجالات لمواضيع ذي صلة. يستخدم المصطلح في أمريكا الشمالية ليشير عموما إلى مثل هذه التقسيمات على أنه يظم الكليات المختلفة (على سبيل المثال، "كلية الآداب والعلوم") أو المدارس (على سبيل المثال، "مدرسة العمل")، ولكن كثيرا ما يخلط بين مصطلح الجامعة والكلية.

## التاريخ
مفهوم الكليات يعود إلى جامعة الأزهر، الذي يضم عددمن الكليات الفردية منها المدارس الدينية ،و الاهوتية، والشريعة الإسلامية والفقه، وقواعد اللغة العربية، وعلم الفلك الإسلامي، الفلسفة الإسلامية، والمنطق في الفلسفة الإسلامية.
اما في العصور الوسطى فكانت جامعة باريس بمثابة نموذج لمعظم الجامعات في القرون الوسطى التي احدثت في وقت لاحق في أوروبا، وكانت تضم أربعة كليات : كلية اللاهوت والقانون والطب ،و كلية الآداب.
يتضاعف عدد اقسام الجامعة من كليات ومعاهد ومدارس متخصصة فيها، كما يراد له لاستيعاب احتياجات المناطق الموجودة فيها تلك الكليات.

## وصلات خارجية
الجامعة باللغة الدانماركية